# Sami Allagui
Sami Allaugi (Düsseldorf, 1986. május 28. –) tunéziai válogatott labdarúgó, jelenleg a német másodosztályban szereplő FC St. Pauli játékosa. Posztját tekintve csatár.

## Pályafutása
2005-ben hároméves szerződést írt alá a belga RSC Anderlecht csapatával. Ezután több német alsóbb osztályú klubban is megfordult, az igazi áttörést azonban a  2010-11-es szezon hozta meg számára, abban az idényben nagyszerű csatártriót alkotott Szalai Ádámmal és Lewis Holtbyval az 1. FSV Mainz csapatánál. A német kiscsapat az 5. helyen végzett a Bundesligában, és indulhatott az Európa-ligában is.

## Válogatott
2008 november 10-én mutatkozott be a tunéziai válogatottban, egy félidőnyi lehetőséget kapott. Első gólját Szudán ellen szerezte 2009 májusában.